# Caridea
Caridea é um dos grupos de Crustáceos comumente reconhecidos como camarões. É uma infraordem composta por aproximadamente 3.500 espécies distribuidas em 37 famílias. Eles são animais dulcicolas, ou seja vivem em ambientes de água doce, podendo ser encontrados em águas de estuários quando jovens.Além de sua importância ecológica como componentes da macrofauna bentônica de rios e riachos, algumas espécies de águas continentais possuem potencial para cultivo e comercialização e têm despertado interesse de carcinocultores. Devido à crescente deterioração dos rios, que são os principais habitats naturais das espécies de água doce, existe necessidade urgente de inventariamento e catalogação das espécies ameaçadas. As características anatômicas mais notáveis de Caridea são as brânquias filobranquiadas, a segunda pleura abdominal aumentada sobrepondo a primeira e terceira pleura e o primeiro e/ou o segundo pares de pereópodes aumentados e quelados.

## Anatomia externa
O corpo pode ser dividido em cefalotórax, abdômen e télson.

### Cefalotórax

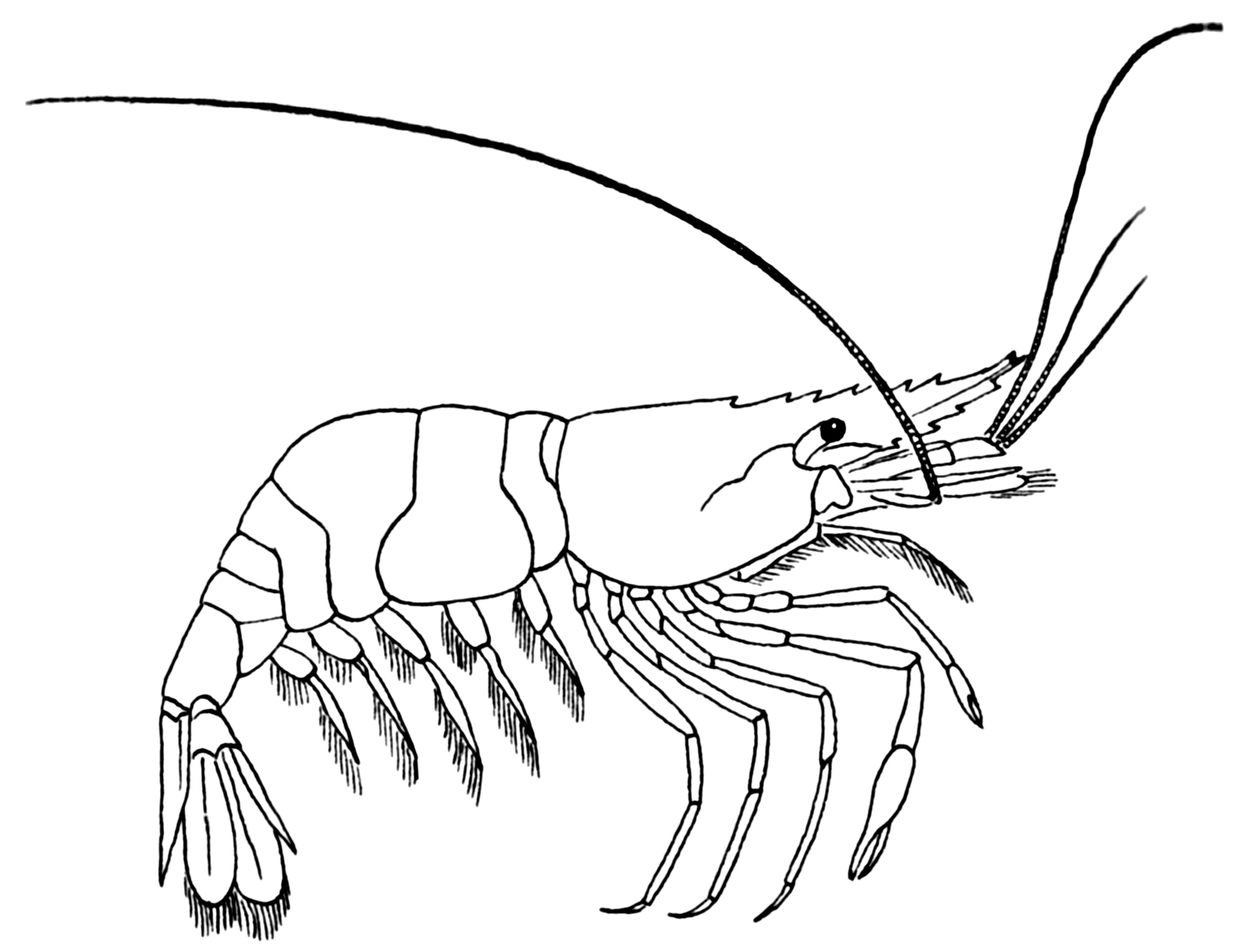
Esquema de um camarão carídeo. Note a segunda pleura abdominal expandida.

O cefalotórax é composto por treze segmentos, cinco dos quais pertencem à cabeça e oito ao tórax (pereion), os quais são (da região anterior para posterior): ácron pré-segmentar (indistinto), segmento protocerebral (sem apêndices), um par de primeiras antenas ou antênulas que se voltam para frente do animal, um par de segundas antenas ou simplesmente antenas que geralmente apresentam um tamanho maior do que o animal em comprimento. Na região anterior do corpo encontra-se um rostro serrilhado em formato de quilha (achatado lateralmente, pontiagudo e com espinhos dorsais), no qual se encontram os olhos bem evidentes localizados lateralmente ao rostro.

#### Mandíbulas, maxílulas e maxilas
Apresentam um par de mandíbulas globosas com endito (correspondente à região com processo incisivo e dentes calcificados), um par de maxílulas que auxiliam na alimentação e um par de maxilas muito delicadas que além de auxiliarem na alimentação, promovem fluxo de água que banha as brânquias, devido à presença de um exopodito foliáceo, largo e transparente chamado de escafognatito ou placa mastigobranquial.

#### Carapaça
Na região dorsal a carapaça está aderida dorsalmente aos seguimentos torácicos e forma lateralmente o que é chamado de branquiostegito e que envolve a câmara branquial, cujas brânquias são do tipo morfológico filobrânquia, caracterizadas pela presença de ramos de aspecto foliáceo ou de placas dispostas em séries duplas partindo do eixo central.

#### Pereópodes
Na região posterior do cefalotórax verifica-se a presença de três pares de maxilípides birremes e cinco pares de pereópodes unirremes (apresentando o protopodito com coxa e base, exopodito rudimentar e endopodito com cinco artículos), cujo primeiro ou os dois primeiros pares são quelados e aumentados variavelmente, sendo utilizados para captura de alimento e os dois últimos são longos e sem quelas, utilizados para locomoção.

#### Poro genital
As fêmeas apresentam o poro genital na coxa do terceiro pereópode localizado em uma cápsula dividida em duas membranas em forma de folha, o télico. Nos machos, o poro genital abre-se na coxa do quinto par de pernas locomotoras.

### Abdômen
O abdômen é reduzido, com a segunda pleura abdominal (paredes laterais), uma de cada lado, marcadamente mais expandida e recobrindo parcialmente a primeira e a terceira pleuras.

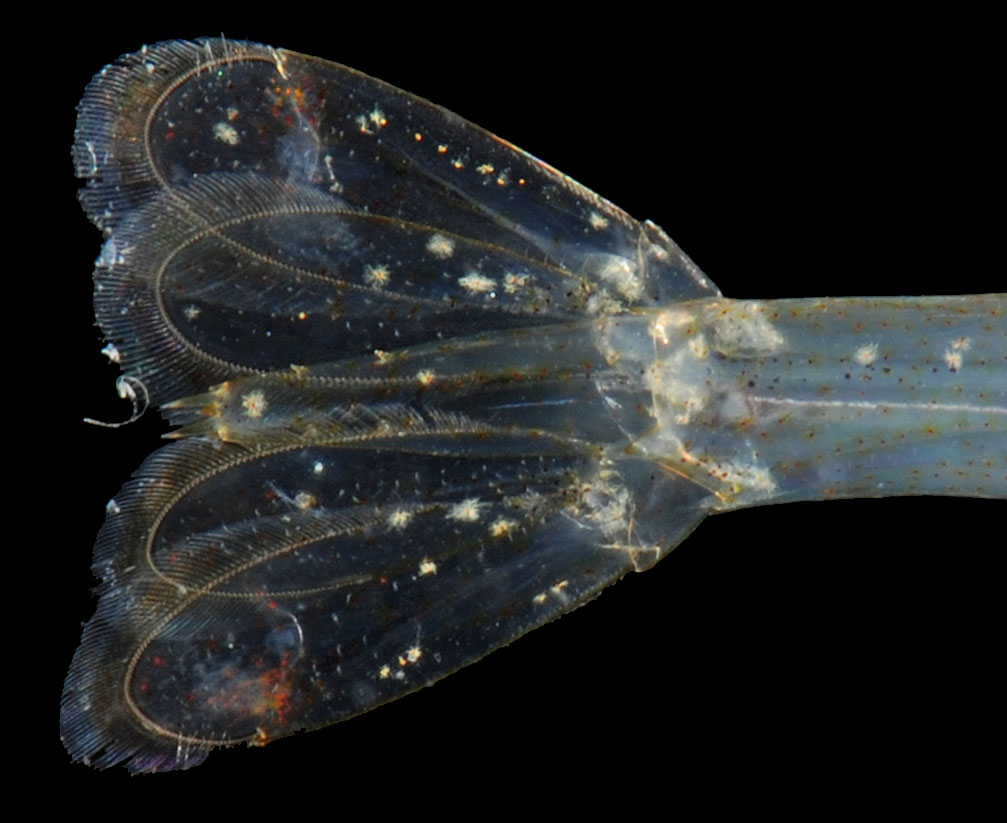
Detalhe do leque caudal com télson e urópodes.

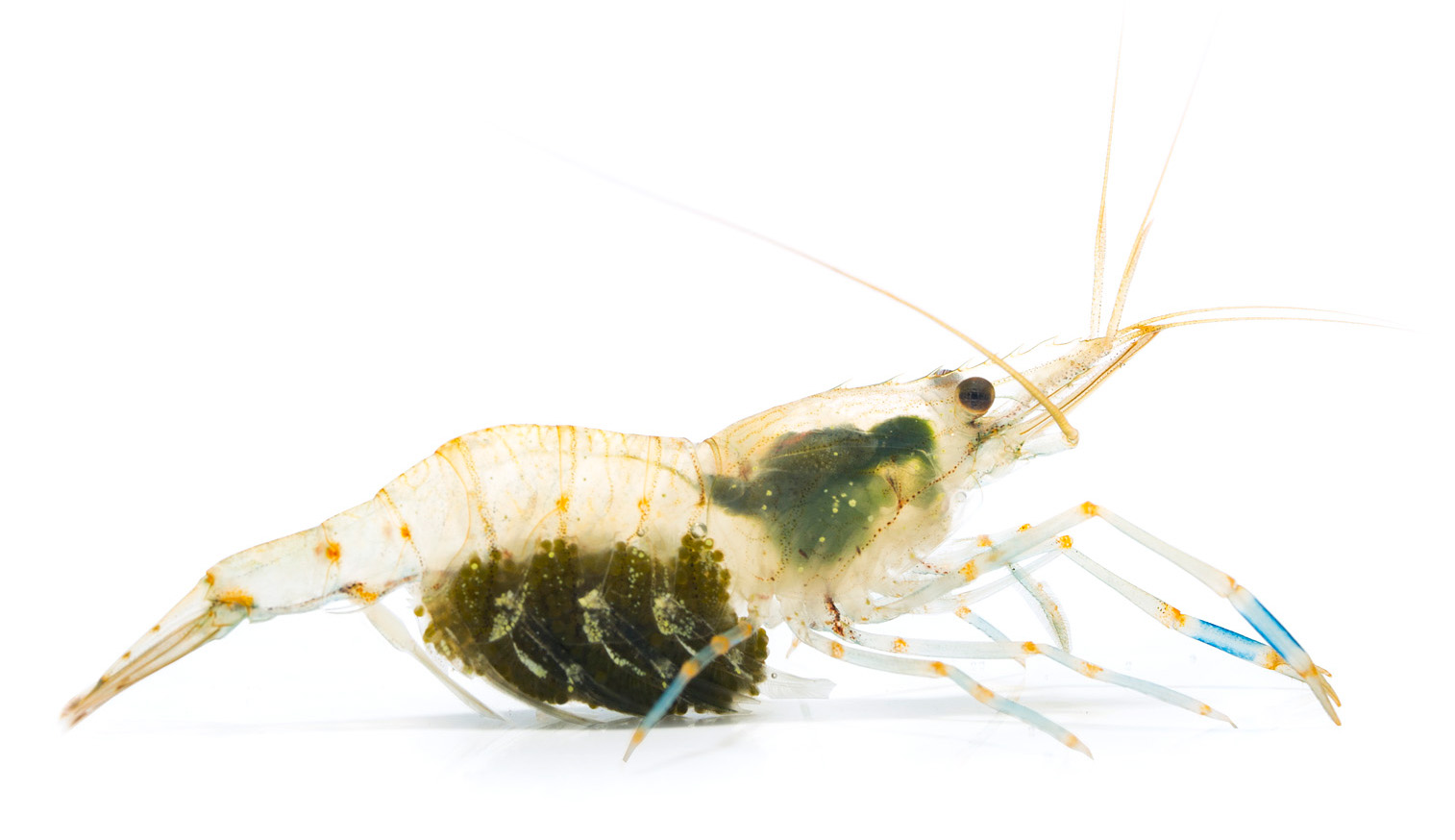
Palaemon elegans carregando ovos nos pleópodes.

É formado por seis segmentos, sendo apenas os cinco primeiros segmentos dotados de pleópodes, que são apêndices utilizados para natação. Nos pléopodes 2 a 5 das fêmeas e 3 a 5 dos machos os endopoditos são afilados e menos que os exopoditos.

### Télson
No sexto segmento, os urópodes e o télson formam o leque caudal. Os urópodes possuem o protopodito com uma base curta e a coxa ausente. O exopodito é maior que o endopodito e este, maior que o télson.

### Dimorfismo sexual
Externamente, os machos apresentam o primeiro par de pleópodes com estruturas adesivas em formato de gancho (cincinnuli) e o segundo par de pleópodes apresentando appendices masculinae. Já as fêmeas possuem pleópodes proporcionalmente maiores que os dos machos, onde incubam os ovos. A maioria não apresenta espermateca ou outra forma de armazenar espermatozoides. Em espécies que apresentam formas de hermafroditismo, a gônada é um ovotestículo. No caso de protandria, a parte posterior produtora de espermatozóides amadurece primeiro e depois regride quando a parte anterior ovariana se desenvolve. Já em espécies que apresentam hermafroditismo simultâneo, ambas as partes podem se manter funcionais ao mesmo tempo. Espécies em que os machos não estabelecem territórios ou guardam fêmeas normalmente apresentam fêmeas maiores que os machos. Em espécies cujos machos guardam as fêmeas temporariamente, os machos normalmente são maiores que as fêmeas e apresentam estruturas empregadas em confrontos, como quelípodes, grandes e bem desenvolvidos. Já em espécies cujos casais permanecem juntos, ambos costumam apresentar tamanho do corpo e quelípodes similares.

## Anatomia Interna

### Sistema Digestivo

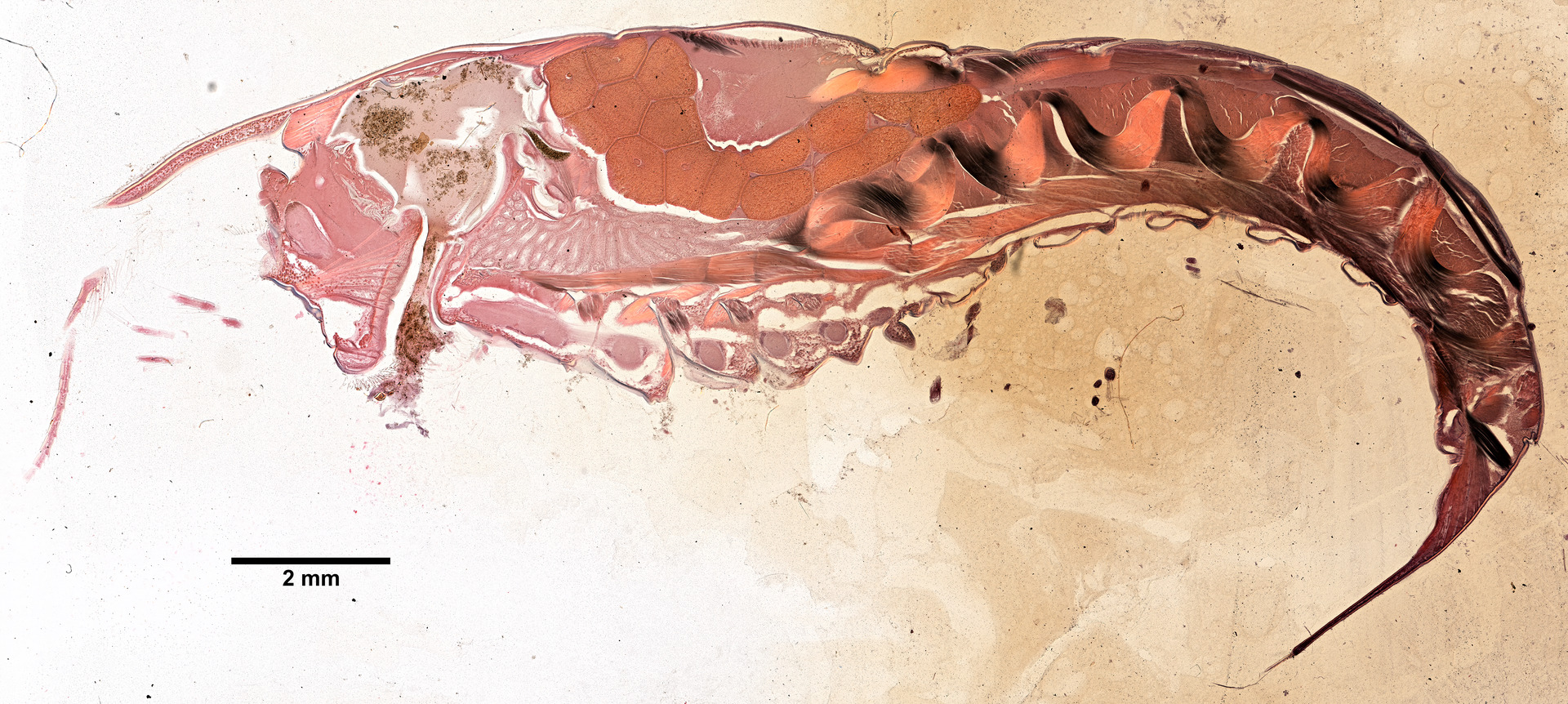
Corte histológico de Palaemonetes vulgaris, ilustrando a anatomia interna típica de um camarão carídeo.

O sistema digestivo dos crustáceos decápodes inclui o trato digestivo anterior, o intermediário e o posterior, sendo o trato digestivo anterior e posterior revestidos por uma cutícula contínua ao exosqueleto e trocado junto com este (sua origem é ectodérmica). O intestino anterior compreende a boca, esôfago e estômago. O estômago é revestido por um epitélio cilíndrico simples, com a presença de câmaras especializadas para armazenamento, trituração e separação do alimento, dividido entre um estômago cardíaco anterior e um estômago pilórico posterior. O estômago cardíaco atua como uma bolsa dilatada onde o alimento é armazenado, para posteriormente ser levado ao moinho gástrico, geralmente com dentes esclerotizados e finalmente ao estômago pilórico. O estômago pilórico compreende uma câmara superior e uma glândula de filtro inferior. O filtro consiste de uma fileira externa de cerdas alongadas e uma fileira interna de cerdas curvas dorsalmente formando canais longitudinais de 16 a 18 micrômetros de largura. O trato digestivo posterior se encontra entre o sexto segmento abdominal até o ânus na região ventral ao télson. A ausência de estruturas calcificadas no estômago e a largura dos canais longitudinais no filtro estão relacionadas à dieta predominantemente detritívora.

### Circulação e trocas gasosas
O sistema circulatório básico dos crustáceos decápodes geralmente consiste em um coração dorsal com óstios dentro de uma cavidade pericárdica e vasos que desembocam dentro de uma hemocele aberta. Cinco artérias partem do coração anteriormente, além de uma artéria abdominal mediana que parte posteriormente e uma artéria esternal surge a partir do lado de baixo do coração. Essas artérias ramificam-se suprindo vários órgãos do organismo. O sangue dos decápodes contém vários tipos de células, incluindo amebócitos fagocíticos e granulares, assim como células explosivas errantes especiais, que liberam coagulantes em áreas lesadas. A hemocianina é uma proteína carreadora de oxigênio, presente no processo respiratório de malacóstracos, a qual utiliza cobre como sítio de ligação do oxigênio. As brânquias dos camarões carídeos são do tipo filobrânquio e provavelmente são derivadas dos epipoditos das pernas torácicas, que foram modificadas para fornecer uma superfície ampla, nas quais o líquido circulatório é posto em contato direto com a fonte de oxigênio, por apresentar uma superfície úmida, fina e permeável entre os ambientes interno e externo. Apesar de haver uma carapaça envolvendo as brânquias e servindo como proteção a elas, os carídeos possuem exopoditos longos nas maxilas (conhecidos como escafognatito) que vibram para gerar correntes de ventilatórias dentro das câmaras branquiais

### Excreção e osmorregulação
Os decápodes carídeos eliminam amônia por meio de nefrídeos e pelas brânquias. As glândulas antenais ou glândulas verdes são os órgãos excretores dos decápodes. A extremidade interna de fundo cego é chamada de sáculo e leva ao poro por meio de um ducto espiralado, chegando a uma bexiga dilatada nas proximidades do orifício. Os canais cheios de sangue da hemocele misturam-se com as extensões ramificadas do epitélio sacular, formando uma superfície ampla na qual ocorre a filtração. A maior parte da regulação da composição da urina é realizada pelas ativas entre o sangue e o túbulo excretor, sendo importante o equilíbrio hídrico e iônico. A cutícula também serve como uma barreira entre os ambientes externo e interno, controlando as trocas. Além disso, ela é importante para evitar a perda excessiva de água no ambiente terrestre e captação excessiva na água doce.

### Sistema nervoso
Os crustáceos dispõem de um sistema nervoso central estruturado, com a presença de pares de gânglios cerebrais e cordão nervoso ventral. Os pares de gânglios encontram-se unidos por comissuras e conectivos, sendo os três gânglios anteriores parcialmente fundidos, formando a estrutura cerebral que se liga ao cordão nervoso ventral através do conectivo circum-esofageal. Tais gânglios são: protocérebro (anterior), deutocérebro (medial) e tritocérebro (posterior). Cada componente da estrutura cerebral é responsável por um tipo de processamento e resposta, sendo o protocérebro está envolvido no processamento de informações visuais e distribuição das secreções hormonais. A região associativa e de processamento é o deutocérebro e o tritocérebro é responsável pelo processamento de estímulos ambientais e fisiológicos.

### Controle endócrino
O processamento e o controle funcional do sistema nervoso nos crustáceos são dependentes da distribuição e ação de monoaminas, entre elas a serotonina, dopamina, octopamina, noradrenalina, adrenalina, entre outras. A serotonina é um neurotransmissor de ampla distribuição no sistema nervoso de crustáceos adultos, estando presente em neurônios grandes e ramificados, tendo uma função neuroativa, participando do ciclo reprodutivo e de muda. A modulação da liberação de transmissores em crustáceos tem sido atribuída ao peptídeo FMRF-amida que se encontra envolvido com efeitos cardio-excitatórios e provável função como neuro-hormônio, modulando também a serotonina.

## Reprodução
A cópula ocorre pouco tempo após uma muda da fêmea, o que pode ocorrer ao longo de todo ano, pois as fêmeas não costumam apresentar ciclo reprodutivo sincronizado. Em contraste com camarões peneídeos, que apresentam fertilização interna, a maioria dos camarões carídeos apresentam fertilização externa.
Na maioria das espécies que vivem em grandes grupos, o encontro entre machos e fêmeas receptivas é ao acaso e o casal permanece junto apenas no momento da cópula. Em espécies que apresentam comportamento de guarda temporária do macho pela fêmea, o macho pode guardar agressivamente a fêmea por dias até que ela passe por uma muda e a cópula ocorra.

### Estratégias alternativas de acasalamento
Machos podem continuar sofrendo mudas depois de atingirem maturidade sexual, e algumas espécies apresentam machos com morfologias diferentes, dependendo do seu grau de desenvolvimemto. Machos de Rhynchocinetes typus, por exemplo, apresentam 3 tipos morfológicos ao longo de sua vida. Logo após atingirem a maturidade sexual, sua morfologia externa é semelhante a das fêmeas, mas após aa muda final, o 1° pereiópode e 3° maxilípede são visivelmente maiores e mais bem desenvolvidos.

### Desenvolvimento larval
Diferentemente dos camarões Dendrobranchiata, as fêmeas de Pleocyemata, incluíndo carídeos, carregam os ovos fecundados nos pleópodes. O número de ovos costuma diminuir conforme o tamanho e reserva de vitelo aumenta, e fêmeas maiores costumam carregar mais ovos que as fêmeas menores. 
 
Não há fase de náuplio, mas há grande variação no número de estágios larvais. Espécies de água doce, como das famílias Palaemonidae e Atyidae, podem apresentar apenas 1 ou 2 estágios, enquanto grupos marinhos, como Pandalidae, podem apresentar até 13 estágios larvais durante seu desenvolvimento. Esses estágios são classificados como zoé e decapodito. Em zoés, os pereópodes e/ou maxilípedes apresentam exopoditos bem desenvolvidos com setas natatórias. As fases de decapodito mantém esses exopoditos bem desenvolvidos, mas também apresentam pleópodes com setas natatórios no abdômen. O termo “pós-larva” às vezes é aplicado tanto para os decapoditos quanto para os primeiros estágios juvenis, e refere-se a estágios que apresentam os exopoditos dos maxilípedes e/pereópodes reduzidos, mas mantém os pleópodes natatórios. Nas fases juvenis, os exopoditos são ausentes. A transição entre todas as fases do desenvolvimento é gradual e não há processos de metamorfose. Além disso, há grande variabilidade mesmo dentro de uma espécie, e é possível encontrar larvas que passaram pelo mesmo número de mudas (estão no mesmo ínstar) mas apresentam morfologias diferentes.
Os estágios larvais (zoé e decapodito) podem se alimentar do fitoplâncton, zooplâncton ou detritos bentônicos. As espécies de água doce da família Palaemonidae que apresentam desenvolvimento reduzido podem possuir ovos grandes e larvas lecitotróficas (alimentam-se do vitelo em seu saco vitelínico), normalmente grandes, com pleópodes funcionais já no momento da eclosão e desenvolvimento rápido. Muitas espécies do gênero Machrobrachium migram entre habitats de água doce e salobra e o mar durante seu ciclo de vida, mas a maioria das famílias é marinha.

## Classificação

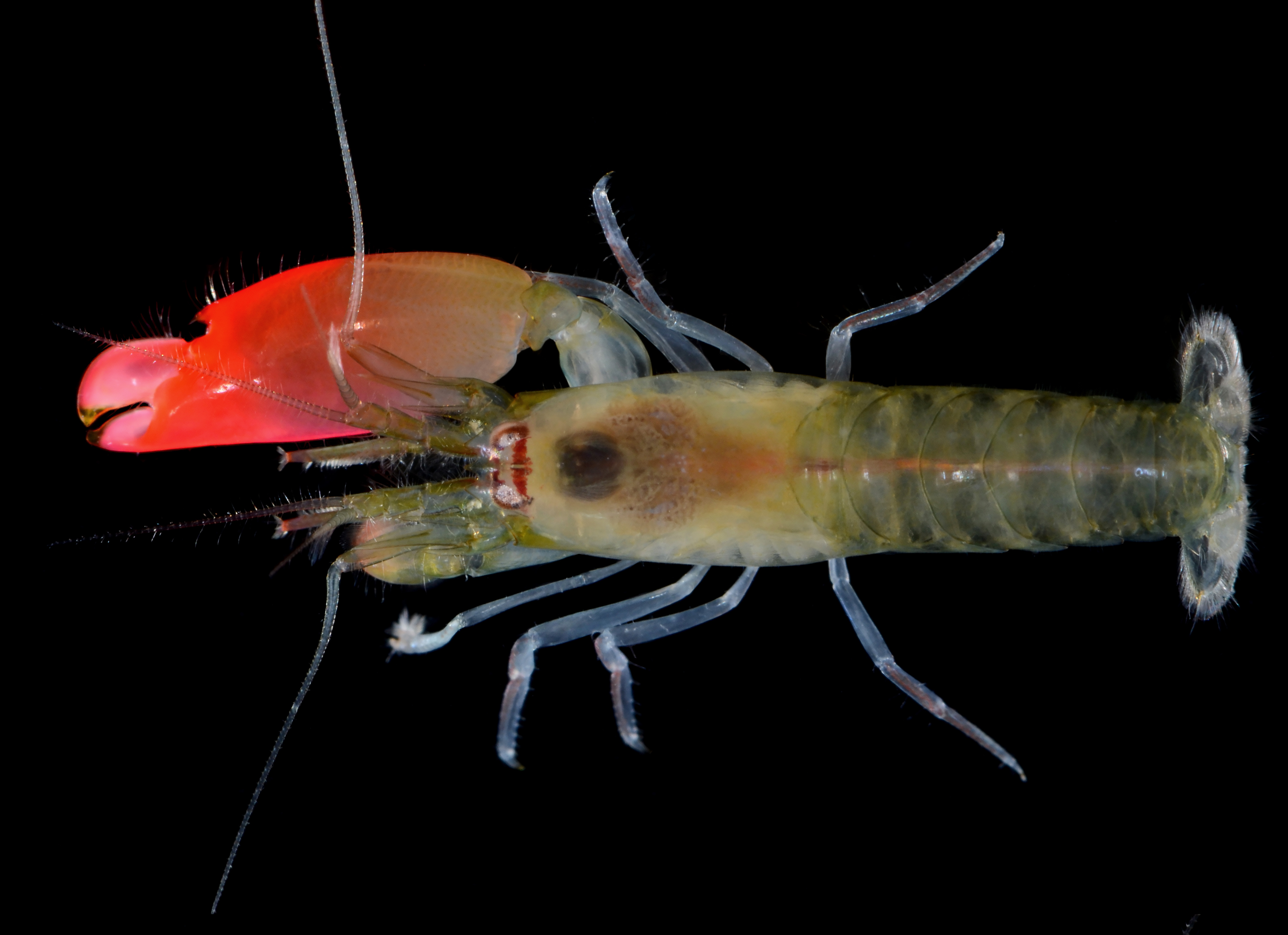
Alpheidae (Synalpheus pinkfloydi).

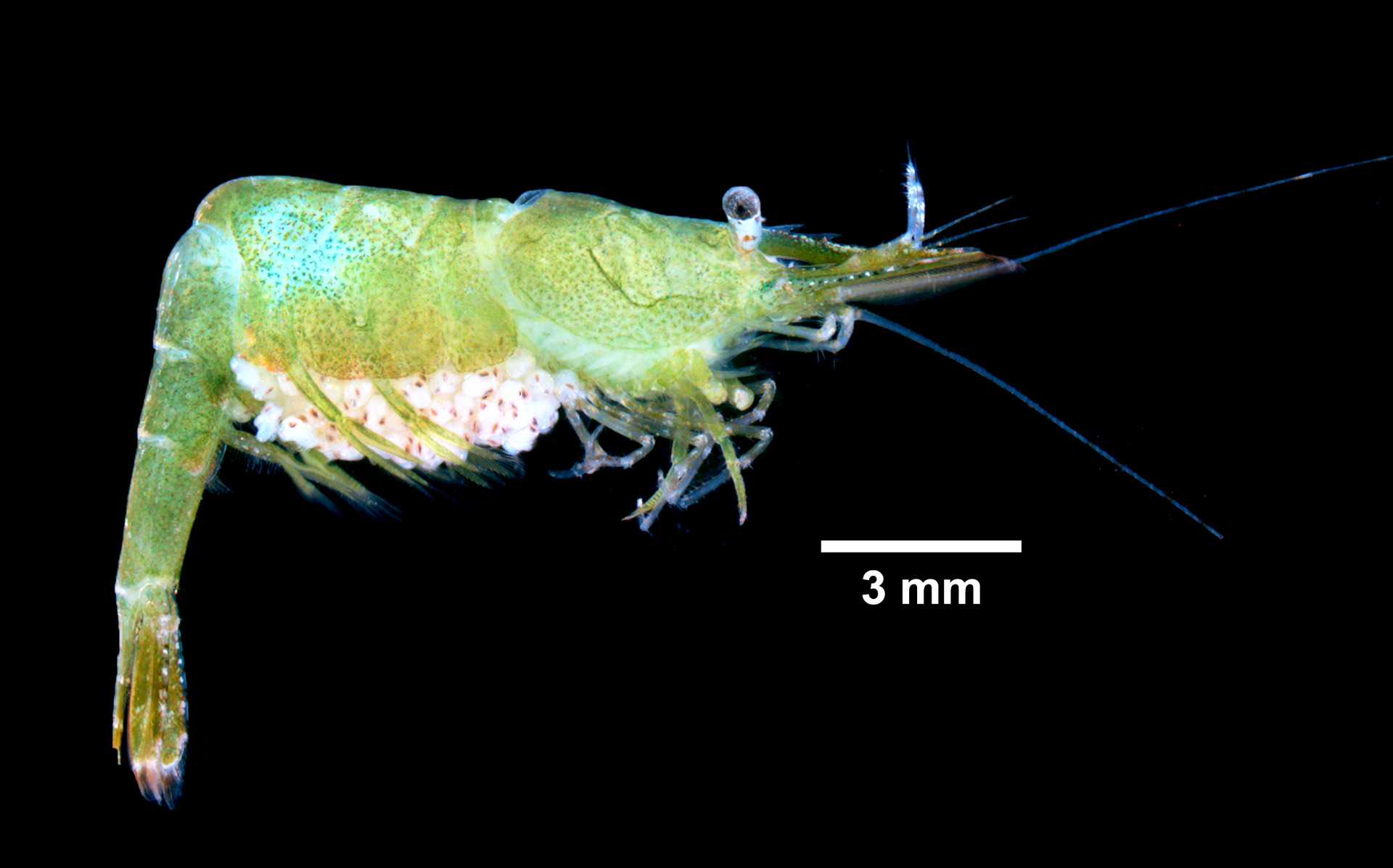
Hippolytidae (Hippolyte zostericola).

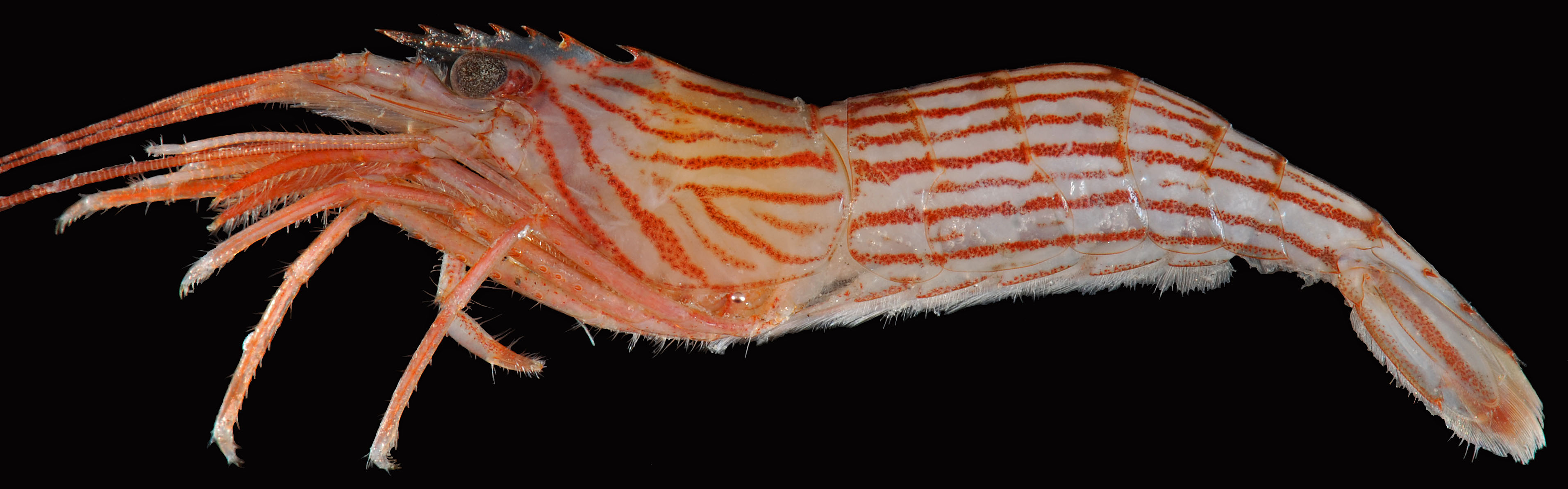
Lysmatidae (Lysmata sp.).

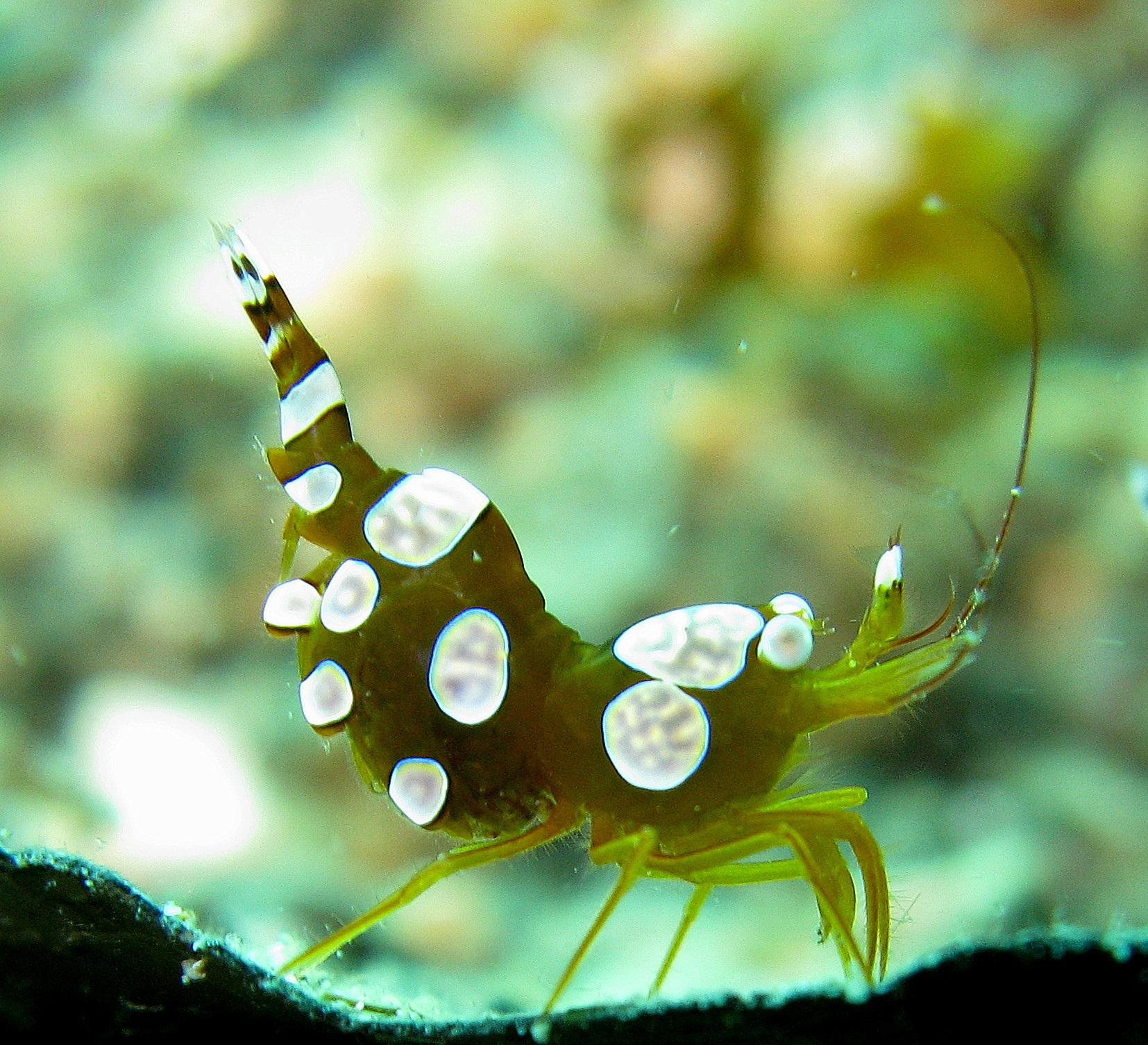
Thoridae (Thor amboinensis).

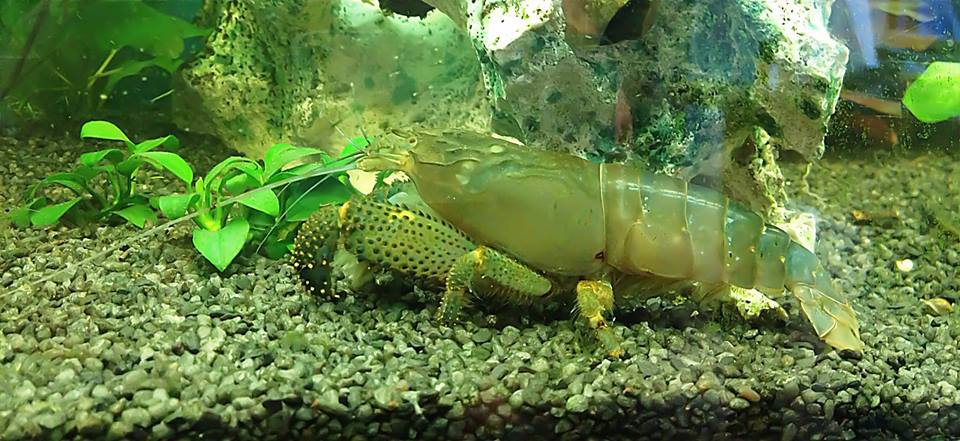
Atyidae (Atya gabonensis).

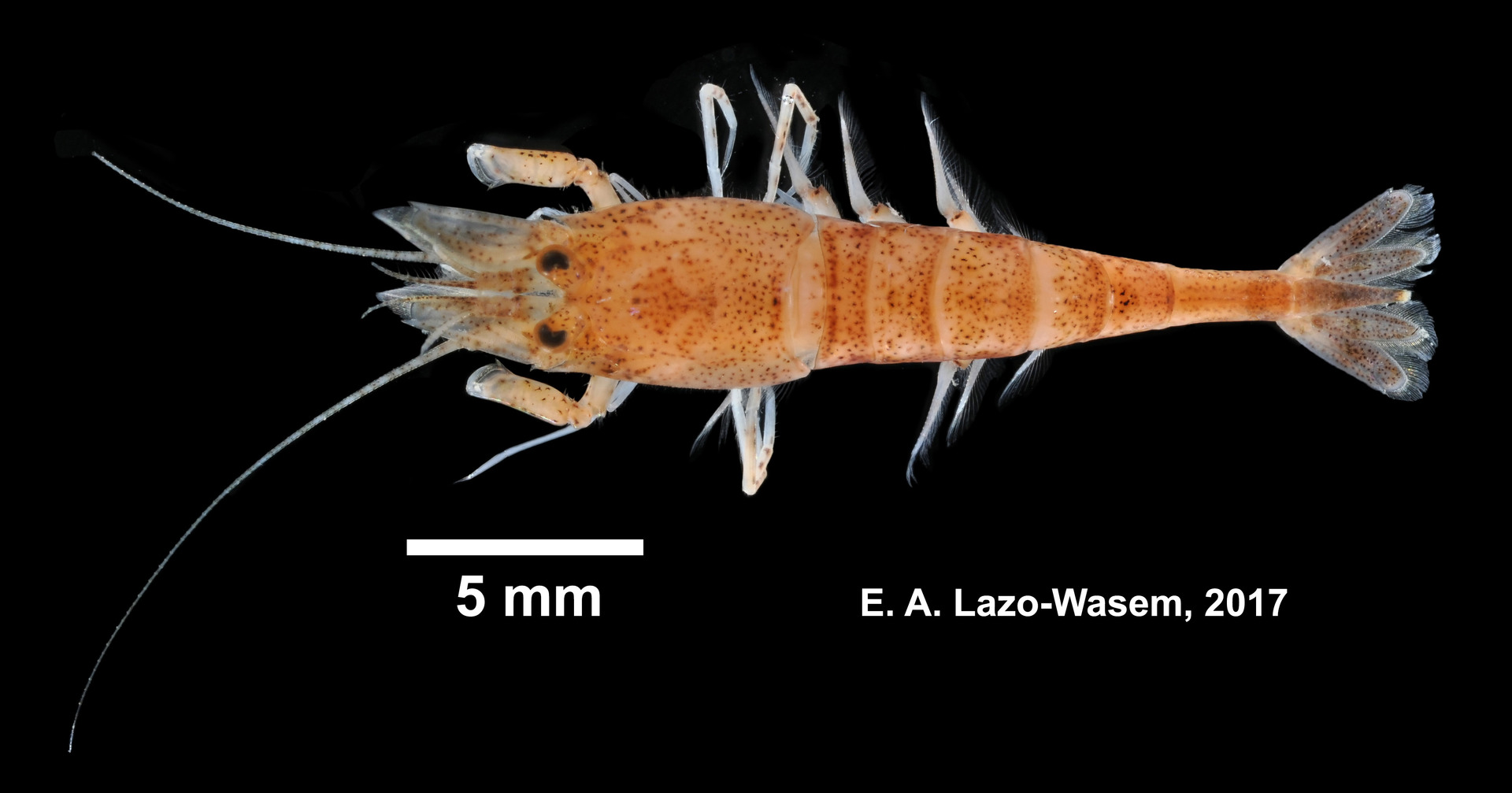
Crangonidae (Crangon septemspinosa).

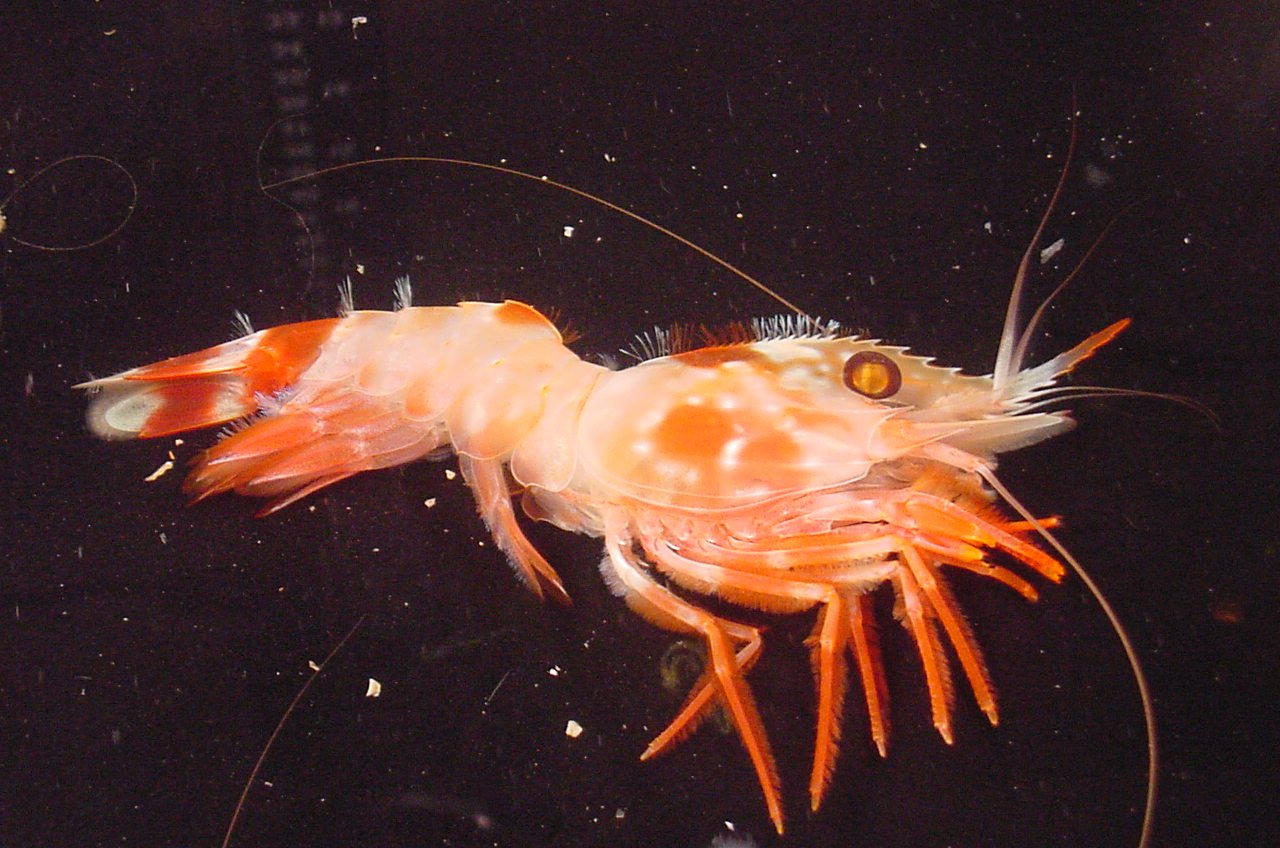
Eugonatonotidae (Eugonatonotus crassus).

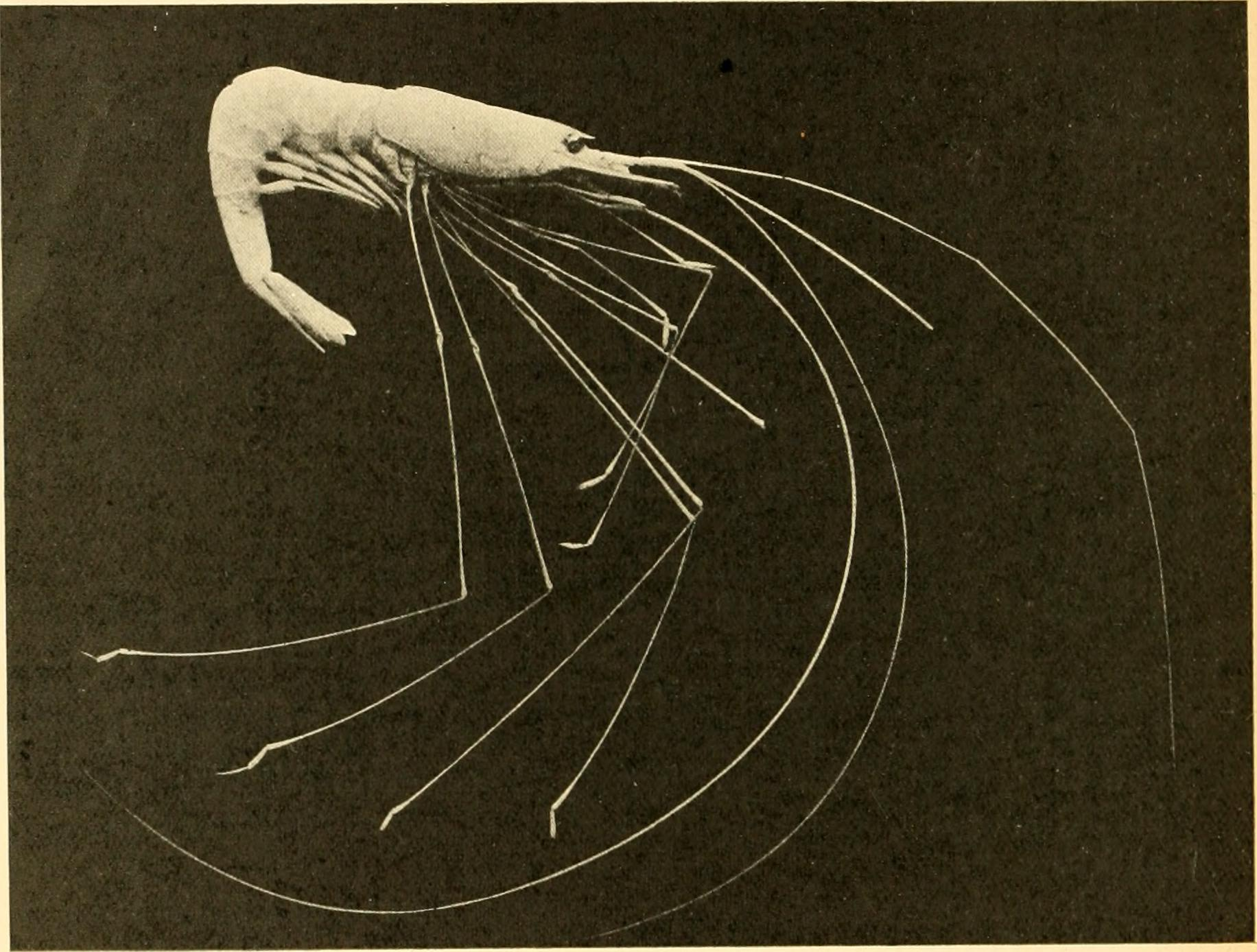
Nematocarcinidae (Nematocarcinus undulatipes).

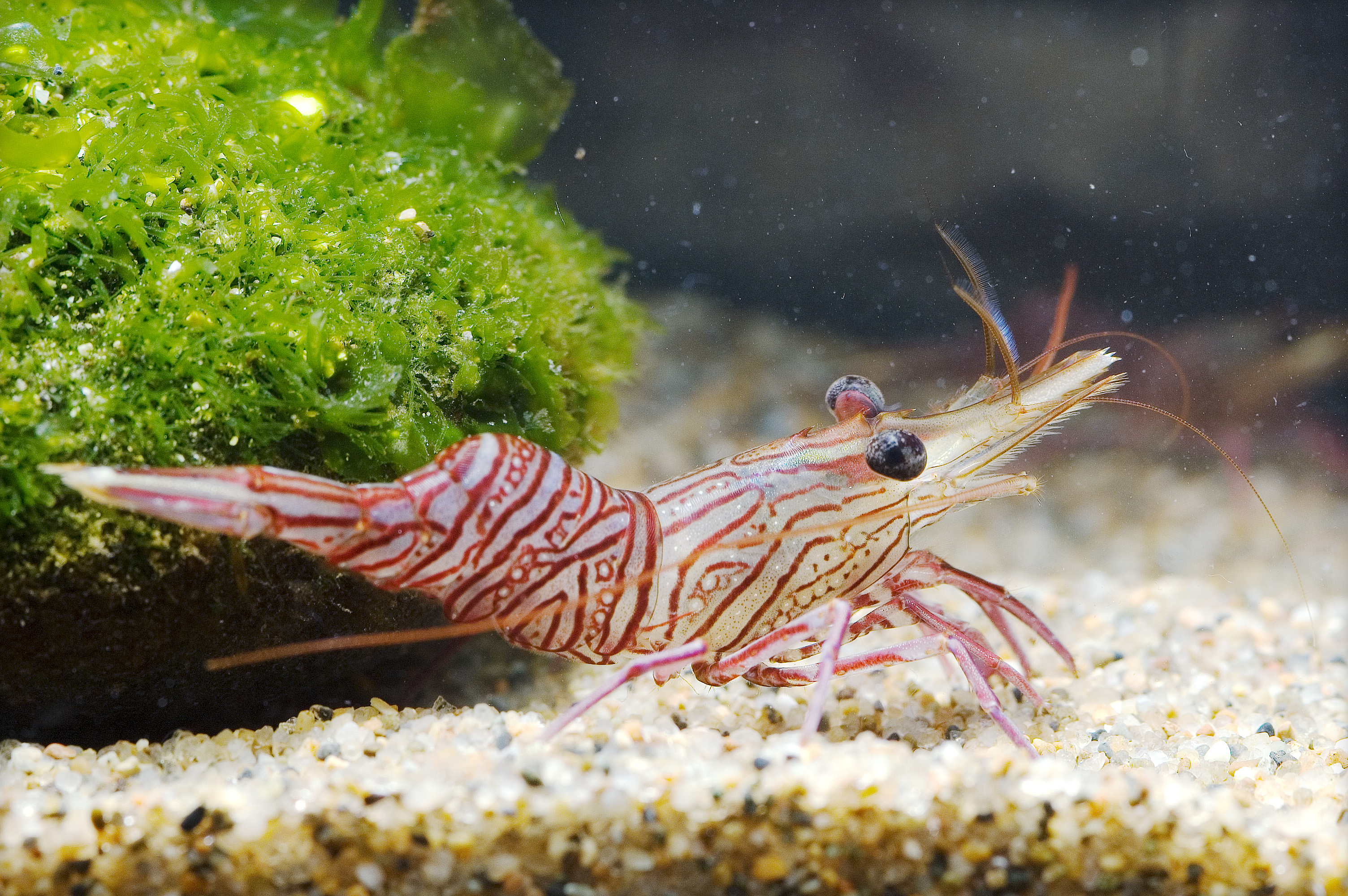
Rhynchocinetidae (Rhynchocinetes uritai).

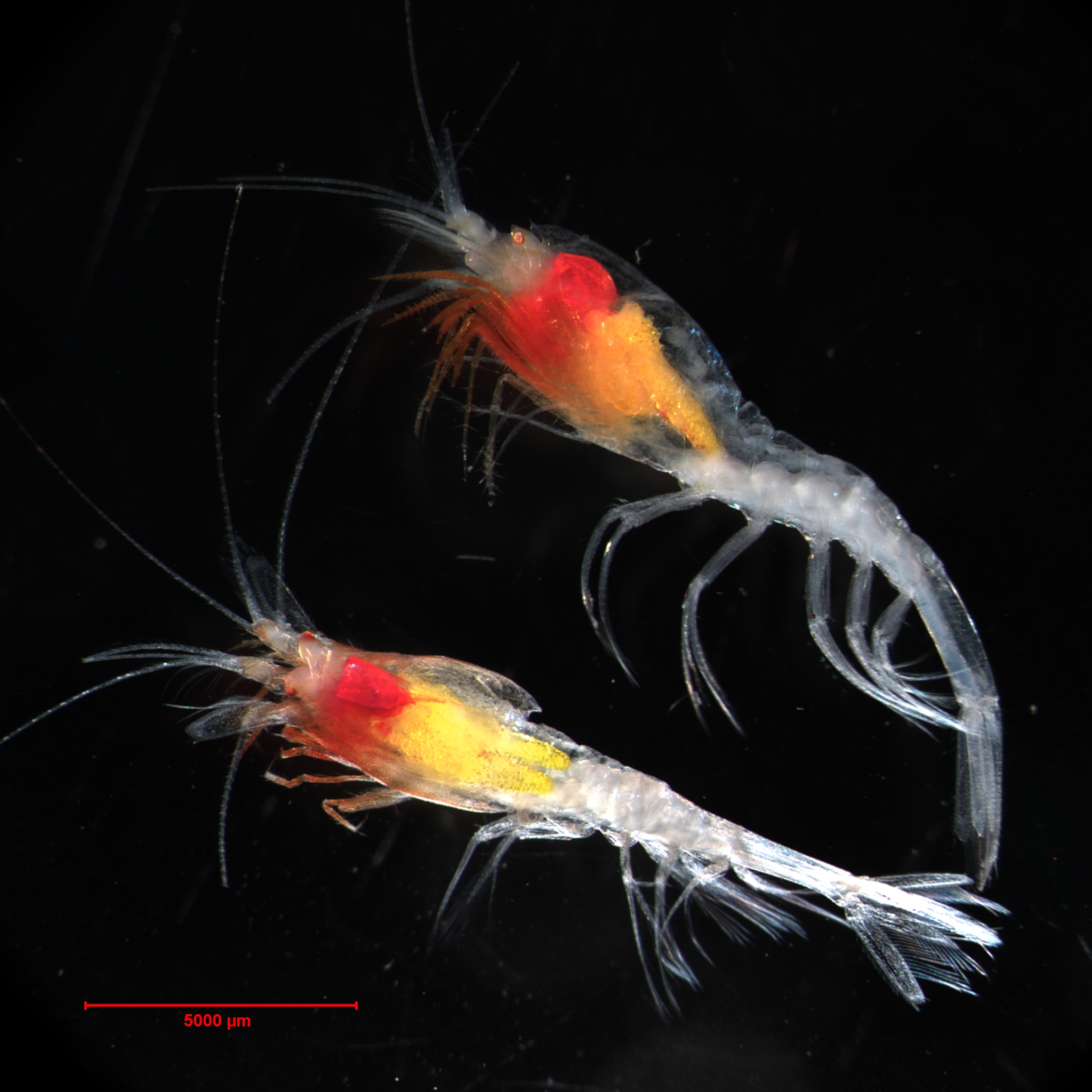
Acanthephyridae (Hymenodora glacialis).

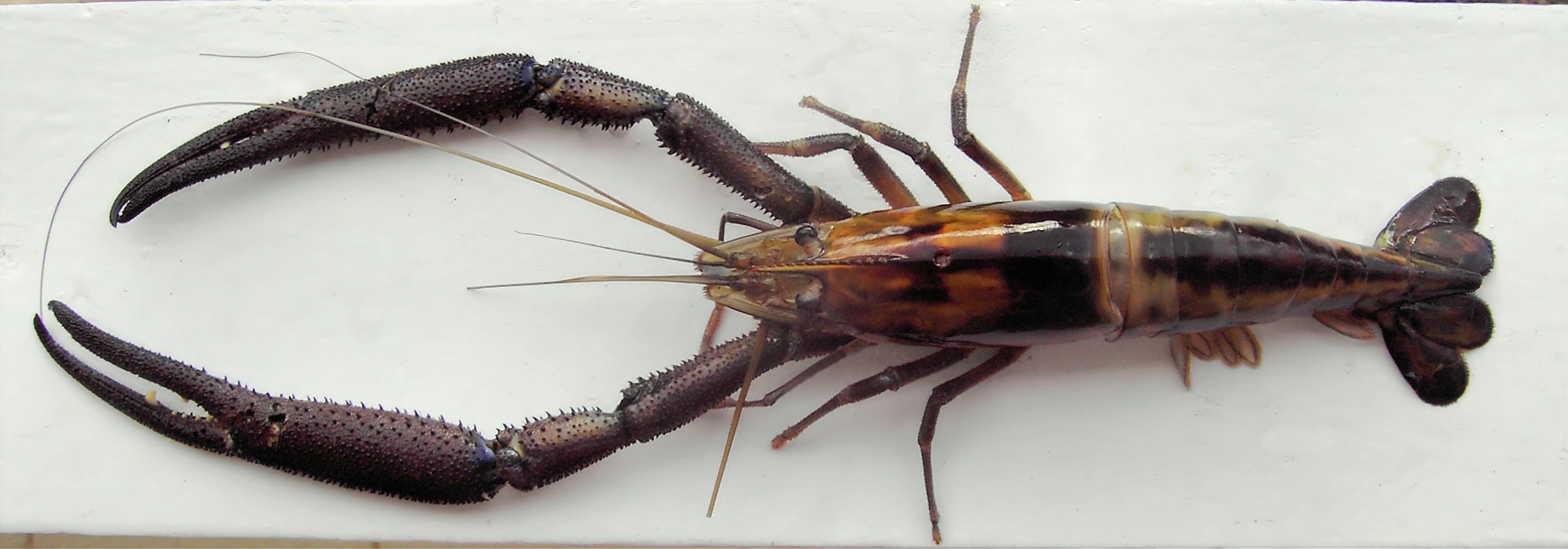
Palaemonidae (Macrobrachium carcinus).

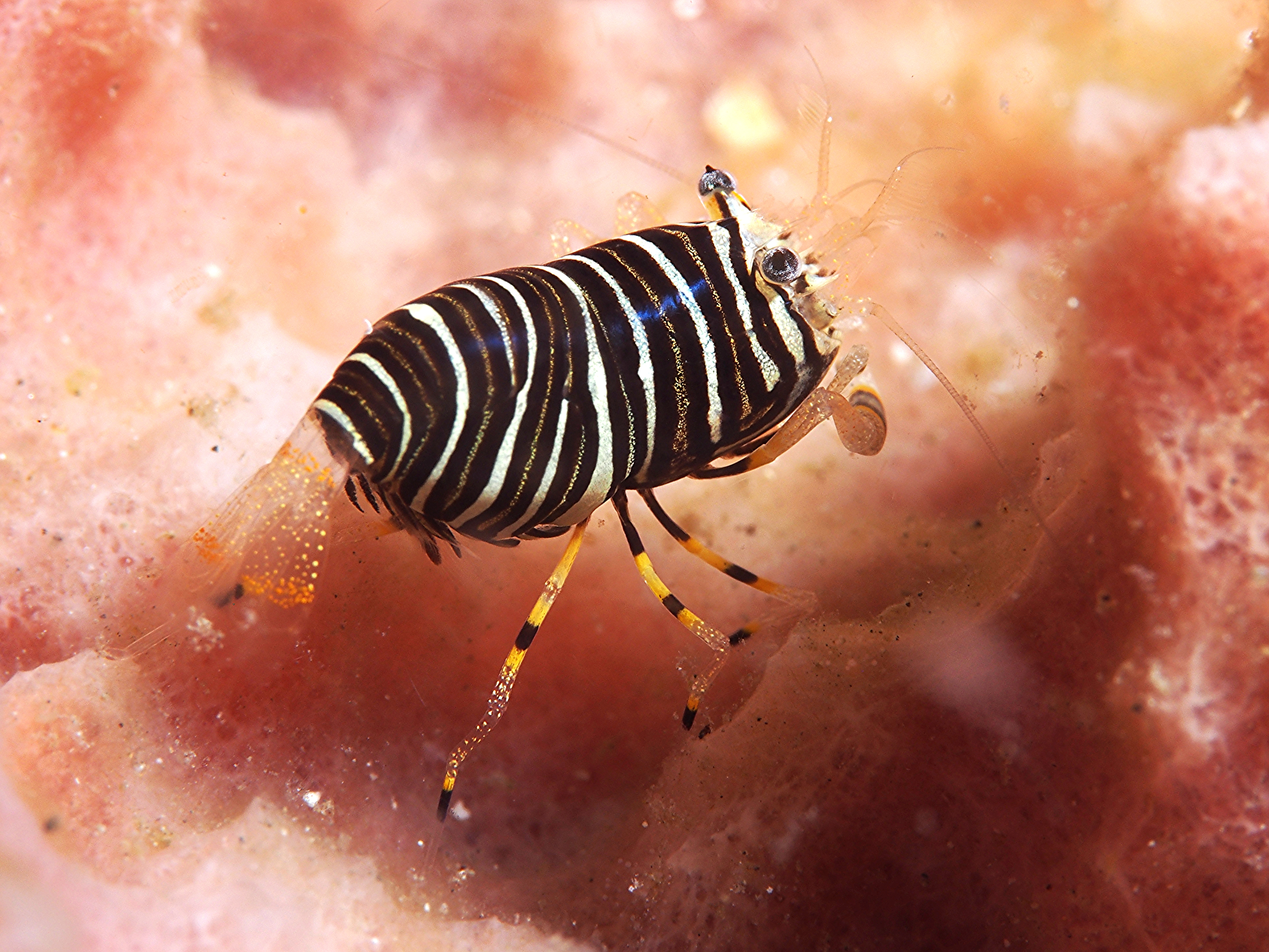
Palaemonidae (Gnathophyllum americanum), antes classificado como Gnathophyllidae.

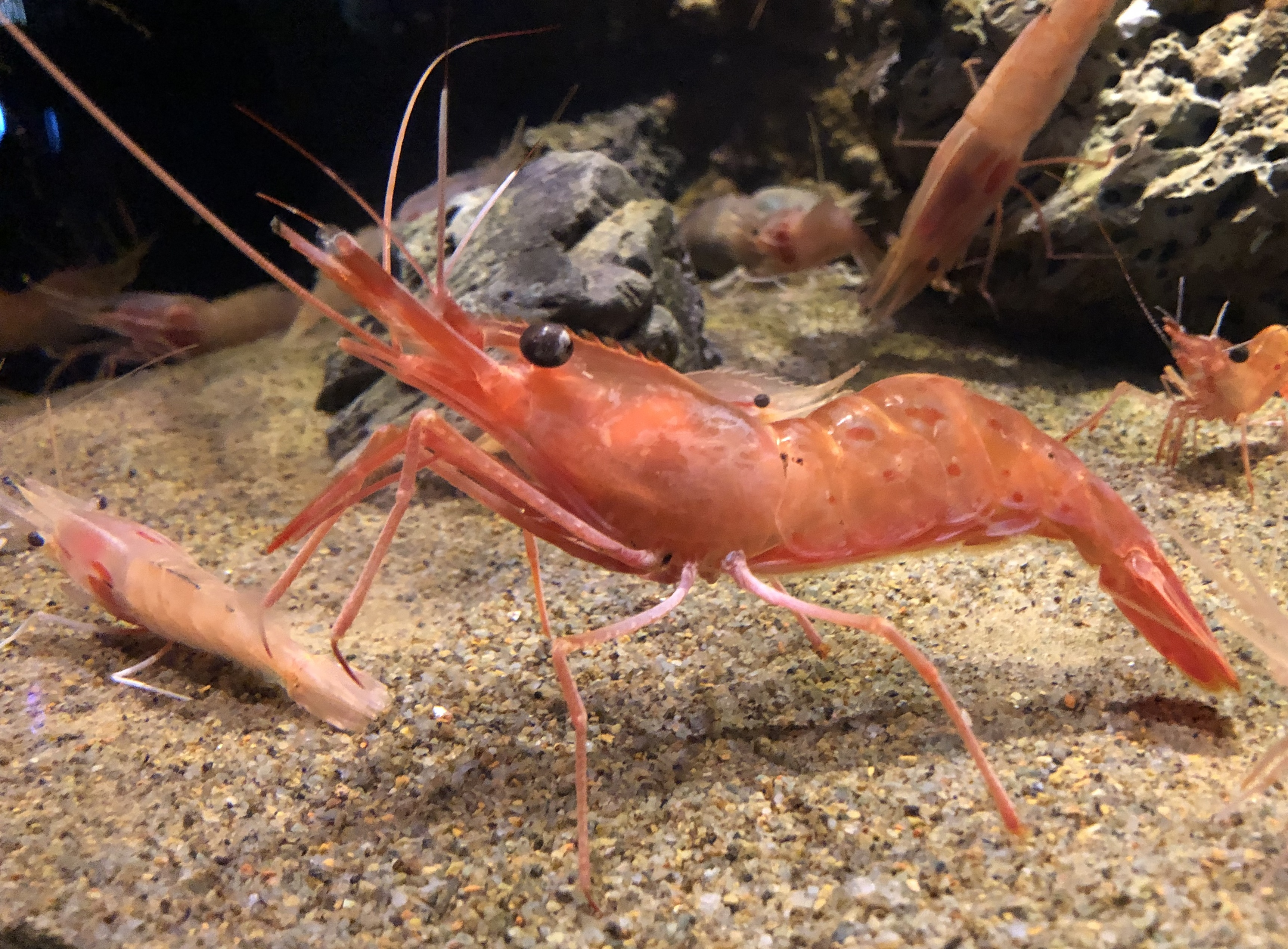
Pandalidae (Pandalus nipponensis).

A seguir encontra-se a classificação taxonômica listada em WoRMS (World Register of Marine Species):
Ordem Decapoda Latreille, 1802
Subordem Pleocyemata Burkenroad, 1963
Infraordem Caridea Dana, 1852
- Superfamília Alpheoidea Rafinesque, 1815
  - Família Alpheidae Rafinesque, 1815
  - Família Bythocarididae Christoffersen, 1987
  - Família Hippolytidae Spence Bate, 1888
  - Família Lysmatidae Dana, 1852
  - Família Merguiidae Christoffersen, 1987
  - Família Ogyrididae Holthuis, 1955
  - Família Thoridae Kingsley, 1879
- Família Anchialocarididae Mejía-Ortíz, Yañez & López-Mejía, 2017
- Superfamília Bresilioidea Calman, 1896
  - Família Alvinocarididae Christoffersen, 1986
  - Família Bresiliidae Calman, 1896
- Superfamília Campylonotoidea Sollaud, 1913
  - Família Bathypalaemonellidae de Saint Laurent, 1985
- Superfamília Crangonoidea Haworth, 1825
  - Família Crangonidae Haworth, 1825
  - Família Glyphocrangonidae Smith, 1884
- Superfamília Nematocarcinoidea Smith, 1884
  - Família Lipkiidae Burukovsky, 2012
  - Família Nematocarcinidae Smith, 1884
  - Família Rhynchocinetidae Ortmann, 1890
- Superfamília Oplophoroidea Dana, 1852
  - Família Oplophoridae Dana, 1852
- Superfamília Palaemonoidea Rafinesque, 1815
  - Família Palaemonidae Rafinesque, 1815
- Superfamília Pandaloidea Haworth, 1825
  - Família Pandalidae Haworth, 1825
- Superfamília Pasiphaeoidea Dana, 1852
  - Família Pasiphaeidae Dana, 1852
- Superfamília Processoidea Ortmann, 1896
  - Família Processidae Ortmann, 1896
- Superfamília Stylodactyloidea Spence Bate, 1888
  - Família Stylodactylidae Spence Bate, 1888

### Modificações
Diversas modificações na taxonomia de Caridea vêm sendo feitas baseadas em estudos moleculares aplicando métodos cladísticos. Algumas modificações recentes incluem:
- Gnathophyllidae Dana, 1852 e Hymenoceridae Ortmann, 1890 foram sinonimizadas com Palaemonidae,[2] bem como Kakaducarididae Bruce, 1993;[22]
- Oplophoridae foi subdividida em Oplophoridae stricto sensu e Acanthephyridae;[23]
- A família Hippolytidae foi considerada polifilética e subdividida em Hippolytidae stricto sensu, Bythocarididae, Lysmatidae, Merguiidae e Thoridae;[24]
- A superfamília Galatheacaridoidea e família Galatheacaridida Vereshchaka, 1997 foram abandonadas, sendo a espécie Galatheacaris abyssalis sinonimizada com Eugonatonotus chacei na família Eugonatonotidae;[25]
- A família Procarididae foi reconhecida como uma nova infraordem de Decapoda, Procarididea Felgenhauer & Abele 1983.[26]

Além disso, foi levantada a possibilidade da ordem Amphionidacea Williamson, 1973, composta apenas por Amphionides reynaudii, ser a forma larval de um camarão carídeo, porém mais estudos são necessários para resultados conclusivos. A classificação a seguir é baseada em Aznar-Cormano et al. (2015), com modificações propostas por De Grave et al. (2015)  e Mejía-Ortíz et. al (2017):
Ordem Decapoda Latreille, 1802
Subordem Pleocyemata Burkenroad, 1963
Infraordem Caridea Dana, 1852
- Superfamília Alpheoidea Rafinesque, 1815
  - Família Alpheidae Rafinesque, 1815
  - Família Barbouriidae Christoffersen, 1987
  - Família Bythocarididae Christoffersen, 1987
  - Família Hippolytidae Spence Bate, 1888
  - Família Lysmatidae Dana, 1852
  - Família Merguiidae Christoffersen, 1987
  - Família Ogyrididae Holthuis, 1955
  - Família Thoridae Kingsley, 1879
- Família Anchialocarididae Mejía-Ortíz, Yañez & López-Mejía, 2017
- Superfamília Atyoidea De Haan, 1849
  - Família Atyidae De Haan, 1849
- Superfamília Bresilioidea Calman, 1896
  - Família Agostocarididae Hart & Manning, 1986
  - Família Alvinocarididae Christoffersen, 1986
  - Família Bresiliidae Calman, 1896
  - Família Disciadidae Rathbun, 1902
  - Família Pseudochelidae De Grave & Moosa, 2004
- Superfamília Campylonotoidea Sollaud, 1913
  - Família Bathypalaemonellidae de Saint Laurent, 1985
  - Família Campylonotidae Sollaud, 1913
- Superfamília Crangonoidea Haworth, 1825
  - Família Crangonidae Haworth, 1825
  - Família Glyphocragonidae Smith, 1884
- Superfamília Nematocarcinoidea Smith, 1884
  - Família Eugonatonotidea Chace, 1937
  - Família Nematocarcinidae Smith, 1884
  - Família Rhynchocinetidae Ortmann, 1890
  - Família Xiphocarididae Ortmann, 189
- Superfamília Oplophoroidea Dana, 1852
  - Família Acanthephyridae Bate, 1888
  - Família Oplophoridae Dana, 1852
- Superfamília Palaemonoidea Rafinesque, 1815
  - Família Anchistioididae Borradaile, 1915
  - Família Desmocarididae Borradaile, 1915
  - Família Euryrhynchidae Holthuis, 1950
  - Família Palaemonidae Rafinesque, 1815
  - Família Typhlocarididae Annandale & Kemp, 1913
- Superfamília Pandaloidea Haworth, 1825
  - Família Pandalidae Haworth, 1825
  - Família Thalassocarididae Bate, 1888
- Superfamília Pasiphaeoidea Dana, 1852
  - Família Pasiphaeidae Dana, 1852
- Superfamília Physetocaridoidea Chace, 1940
  - Família Physetocarididae Chace, 1940
- Superfamília Processoidea Ortmann, 1896
  - Família Processidae Ortmann, 1896
- Superfamília Psalidopodoidea Wood, Mason & Alcock, 1892
  - Família Psalidopodidae Wood, Mason & Alcock, 1892
- Superfamília Stylodactyloidea Spence Bate, 1888
  - Família Stylodactylidae Spence Bate, 1888

## Distribuição, ecologia e conservação
Os camarões de água doce habitam rios lentos perto do mar, grandes lagos antigos, pântanos, pequenos riachos e lagos montanhosos, bem como em variados habitats subterrâneos, tendo assim uma gama de habitats, diferentemente da maioria dos animais de água doce. Em decorrência disso, Dall et al. (1990) incluíram que as migrações de cada espécie são de suma importância para seu ciclo biológico, pois determinam o tipo de distribuição espaço-temporal e a sazonalidade dos camarões.  Para completar determinado ciclo de vida, os camarões migram por uma variedade de habitats e passam a maior parte da vida em contato direto com o substrato.
Além disso, possuem uma diversidade de nichos alimentares, sendo de filtradores a micro-predadores. Há espécies que possuem desenvolvimento direto (sem fase larval) e outras indireto (com fase larval). Nesse contexto, como um há a necessidade de água salobra ou totalmente marinha para o desenvolvimento de larvas nas espécies com desenvolvimento indireto, que representam 14% das espécies dos camarões de água doce, a construção de represas ou outras construções humanas que possam impedir as rotas migratórias dessas espécies as impactam severamente.
Os camarões carídeos de água doce são um componente significativo e até mesmo dominante nos ecossistemas de água doce e especialmente nos trópicos; exibem muitas espécies que migram em direção ao mar para liberar suas larvas; têm ligações culturais claras, relacionadas às práticas de pesca artesanal e são taxonomicamente estudados de forma abrangente, com espécies globais e listas de distribuição já disponíveis. Entretanto, apesar de ser um  grupo emblemático que necessita de conservação, ainda é muito negligenciado, havendo ainda deficiências de dados nos estudos de conservação.
Os camarões de água doce estão presentes apenas em sete famílias de 38 famílias atualmente reconhecidas de Caridea. Destas, duas famílias, Atyidae possui 443 espécies e Palaemonidae possui 300 espécies, o que representa 97,4% das espécies de camarão de água doce. Ambas as famílias têm ampla distribuição geográfica, ocorrendo em todos os reinos biogeográficos (Reino Antártico, Reino da Oceania, Reino Indo-Malaio, Reino da Australásia, Reino Neotrópico, Reino Afrotrópico, Reino Neártico e Reino Paleártico), exceto na Antártica, e exibem sua maior diversidade no Reino Indo-Malaio.
A grande maioria das espécies de camarão de água doce é encontrada em rios (aproximadamente dois terços), mas também há um componente significativo ocorrendo em ambientes de lagos subterrâneos e permanentes. Nesse sentido, a fauna de águas subterrâneas é a mais ameaçada com dois terços de suas espécies com risco de extinção, devido à extração de água subterrânea, mudanças climáticas e poluição de bacias hidrográficas.
Os camarões de água doce subterrânea possuem uma distribuição global, com maior diversidade em relevos cársicos na China, na Península Balcânica ocidental, nas Filipinas e em Cuba. Já os demais camarões de água doce têm sua maior diversidade nas regiões com mais heterogeneidade de habitats e em habitats menos alterados pelo homem como os Gates Ocidentais, o Escudo das Guianas, Madagascar, a região norte da Amazônia e Indochina.
Com relação à distribuição global dos camarões de água doce, pode-se afirmar que duas espécies já estão extintas (Syncaris pasadenae  e Macrobrachium leptodactylus) e cerca de 150 espécies estão ameaçadas de extinção e dentre essas há 10 espécies - Atya brachyhinus, Caridina apodosis, Caridina yilong, Sinodina acutipoda, Cryphiops luscus, Macrobrachium denticulatum, Macrobrachium  oxyphilus, Macrobrachium purpureamanus, Macrobrachium scorteccii e Palaemonetes cummingi -  que estão criticamente ameaçadas (possivelmente extintas).
O Reino Neártico possui a maior porcentagem de espécies ameaçadas (46,1%), mesmo abrigando a menor biodiversidade de todos os reinos. Já o Indo-Malaio, região na qual há a maior diversidade global de camarões, tem cerca de um terço de espécies ameaçadas (30,3%), número esse que tem propensão a aumentar, visto que há muitas espécies quase ameaçadas de extinção nesse domínio. Pensando-se em regiões mais específicas, Sulawesi na Indonésia tem o maior número de espécies ameaçadas no mundo, seguida por Cuba, Filipinas e sul da China. As regiões com menor proporção de espécies ameaçadas são Sri Lanka, Austrália, Taiwan, a Península Balcânica ocidental, a África central e o México.
As ameaças principais que afetam a maior proporção de espécies ameaçadas e quase ameaçadas, são a poluição que impacta 68,7% das espécies, intrusões e perturbações humanas com impacto em 31,3% das espécies (de ambientes cavernícolas principalmente) espécies invasoras com 29,3%, modificações do sistema natural com 26,7% e mineração com 22,7%. Embora a poluição afete um maior número de espécies, as espécies invasoras, as alterações climáticas, a mineração e a aquicultura é que impactam mais severamente as espécies de água doce com um destaque maior à coleta silvestre excessiva para o comércio de aquários, a qual afeta intensa e diretamente sete espécies.
Com relação aos camarões carídeos marinhos, os estudos sobre sua ecologia, conservação e distribuição ainda são escassos devido às dificuldades logísticas e ao alto custo para obtenção de amostras, principalmente acerca da fauna marinha de águas profundas. As espécies marinhas de Caridea têm distribuição desde os trópicos até as regiões polares, mas em ambientes heterogêneos com maior estabilidade climática a diversidade das espécies marinhas tende a ser maior.
O sucesso ecológico de camarões carídeos muitas vezes está relacionado também à presença de fragmentos biogênicos marinhos e de folhas e gravetos oriundos da vegetação continental, os quais podem oferecer abrigo contra predadores, visto que as espécies de carídeos normalmente não se enterram no substrato. Além disso, estudos indicam que a maior produtividade primária e zooplanctônica também estão relacionadas à maior abundância de animais bentônicos, os quais recebem essa energia, por meio de pellets fecais e organismos mortos, o que pode estar relacionado a maior abundância de carídeos bentônicos nesses locais.
A pesca de camarões Caridea marinhos em regiões costeiras têm impactado tanto as espécies exploradas comercialmente quanto as de baixo valor econômico, uma vez que muitos carídeos são capturados juntamente às espécies de interesse econômico em função da falta de seletividade dos apetrechos de pesca de arrasto de fundo. De maneira geral, os aspectos físicos relacionados às condições ambientais também podem afetar a produtividade primária e, assim, impactar espécies marinhas tais como as de Caridea.

### Desafios
Um dos desafios é a deficiência de dados nos estudos de conservação das espécies de água doce, especialmente na China. A incerteza taxonômica certamente é responsável por algumas dessas deficiências, no entanto, muitas dessas espécies (em torno de 282) não são conhecidas além da localidade, na qual foi encontrada a espécie tipo e, portanto, suas faixas geográficas reais ainda não são bem delimitadas. Essa deficiência é crítica, pois pode subestimar as espécies ameaçadas de extinção, ou seja, provavelmente o número de espécies ameaçadas na China e no mundo é maior do que o expresso nesse texto.
A falta de conhecimento sobre a riqueza e a abundância de espécies, diminui a eficiência das estratégias de conservação e manejo. Nesse sentido, frequentemente, estratégias de preservação são aplicadas baseando-se em resultados obtidos de outras regiões, por meio de extrapolações da variação ambiental já conhecida em cada gradiente latitudinal. Além disso, a pesca de camarões no Brasil é proibida de acordo com o período juvenil da espécie, exigindo, não só um claro entendimento sobre a biodiversidade e distribuição ecológica das espécies, mas também informações precisas sobre a biologia reprodutiva das espécies, para que o manejo e a exploração dos recursos pesqueiros sejam realizados de maneira sustentável e equilibrada com a reposição dos estoques.

## Importância econômica

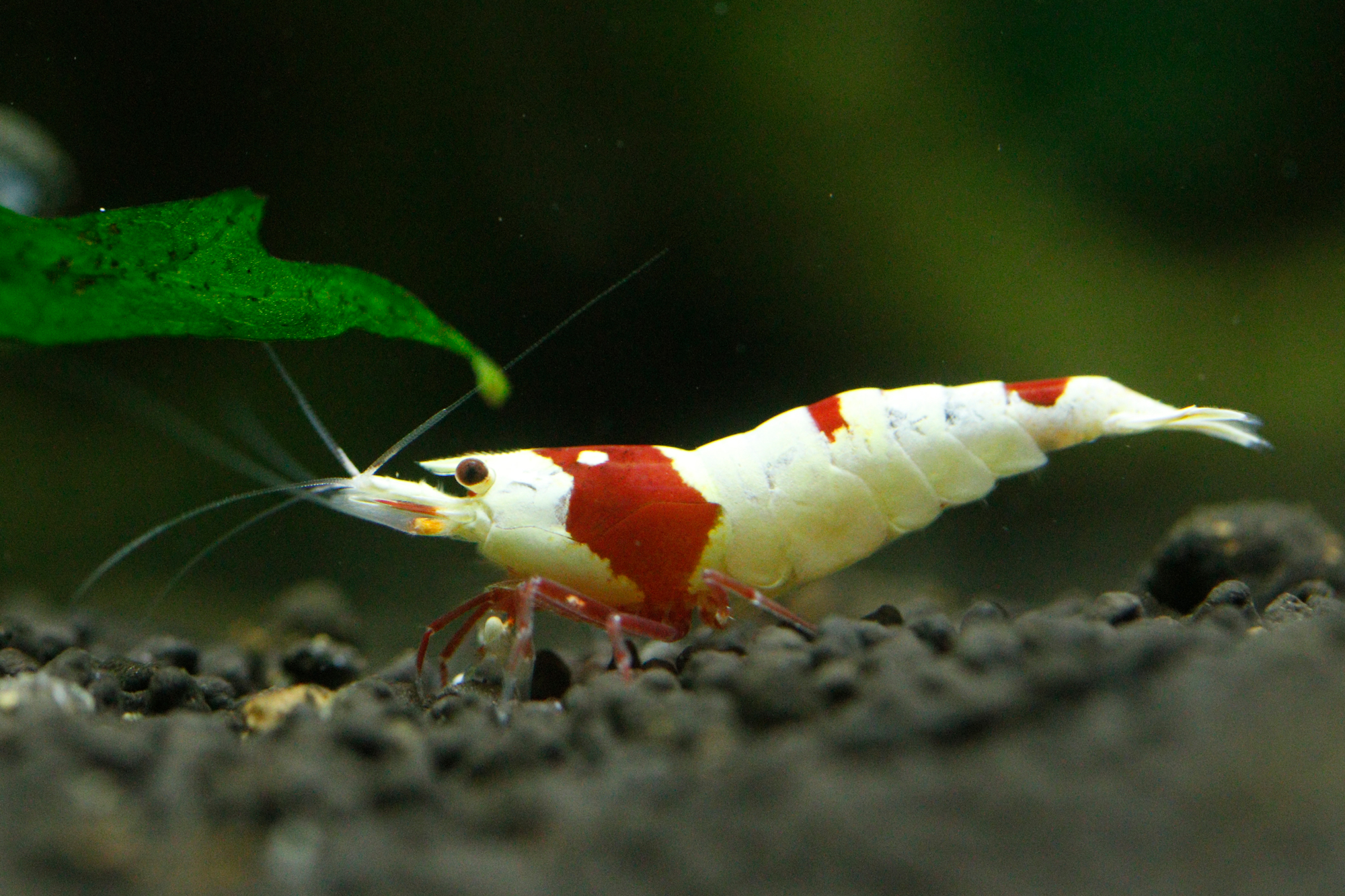
Caridina cantonensis possui muitas variedades coloridas criadas para aquarismo.

A produção de camarões carídeos de água doce supera 440.000 toneladas por ano mundialmente, movimentando US$ 2,2 bilhões. Os principais tipos de exploração econômica de Caridea estão relacionados à carcinicultura e pesca destinadas à alimentação e à obtenção de iscas para outros animais e ao aquarismo. Nesse sentido, um número crescente de espécies está sendo disponibilizado no comércio de aquários como alimento para outros grupos ou em função da atratividade de algumas espécies coloridas, no caso do gênero Caridina. Outros exemplos de gênero com espécies de interesse econômico são o gênero Atya, com utilização na alimentação; do gênero Potimirim, com importância no aquarismo; do gênero Aristaeopsis, com relevância na pesca de profundidade com arraste de fundo e do gênero Macrobrachium, com grande importância no comércio e na alimentação de comunidades ribeirinhas.